# 구지면
구지면(求智面)은 대한민국 대구광역시 달성군에 있는 면이다. 경상북도 고령군 우곡면, 경상남도 창녕군 대합면과 접한다.

## 역사
- 1018년 밀성군 구지산부곡(仇知山部曲)
- 1390년(고려 공양왕 2년) 현풍현 구지산면
- 1419년 현풍현 구지면/묘동면/오설면/산전면
- 1895년 음력 윤 5월 1일 대구부 현풍군 구지면/묘동면/오설면/산전면[1]
- 1896년 8월 4일 경상북도 현풍군 구지면/묘동면/오설면/산전면[2]
- 1914년 4월 1일 경상북도 달성군 구지면[3]
- 1917년 4월 1일 유가면 가천동을 구지면에 환원하였다.[4]
- 1995년 3월 1일 대구광역시 달성군 구지면

## 지역특성
달성군 최남단에 위치한 면으로, 면사무소 소재지는 창리이다. 북서부에는 대니산이 병풍처럼 펼쳐져 있고, 낙동강이 15.5km나 통과하며 수리시설이 양호하여 근교 농업의 적지이며 지금 조성되고 있는 82만평의 달성2차산업단지가 완공되면 발전이 기대되는 곳이다. 달성2차산단 및 국가산단의 조성 후 택지가 개발되었고, 교통 여건도 개선되었다. 중부내륙고속도로, 중부내륙고속도로지선이 면의 동부를 통과하고 있으며 근처 현풍읍(구지면 경계 인접)에 현풍 나들목이 있다. 진주∼대구 간을 연결하는 도로가 경상남도 내륙지방과 연결된다. 그리고 국도 제5호선이 동부를 지나간다. 문화재로는 도동리의 도동서원과 내리의 이노정이 있다.

## 행정 구역

### 법정리
- 창리(倉里)
- 응암리(應岩里)
- 고봉리(高峰里)
- 가천리(加川里)
- 평촌리(坪村里)
- 예현리(禮峴里)
- 유산리(柳山里)
- 목단리(牧丹里)
- 대암리(臺岩里)
- 내리(內里)
- 화산리(花山里)
- 수리리(修理里)
- 오설리(烏舌里)
- 도동리(道東里)
- 징리(迲里)

### 행정리
| - 창1리 - 창2리 - 창3리 - 창4리 - 응암1리 - 응암2리 - 응암3리 - 고봉리 - 가천리 - 평촌1리 - 평촌2리 - 예현리 - 유산리 - 목단1리 - 목단2리 | - 대암1리 - 대암2리 - 내1리 - 내2리 - 화산1리 - 화산2리 - 수리1리 - 수리2리 - 수리3리 - 징리 - 오설리 - 도동1리 - 도동2리 |

## 주요 기관
- 구지면사무소
- 예비군 구지면대
- 구지우체국
- 대구국가산업단지
- 달성2차산업단지
- 중앙119구조본부

### 교육 기관
- 대구구지초등학교 (창리)
- 대구세현초등학교 (창리)
- 대구유산초등학교 (폐교) : 구지면 과학남로 490-3 (유산리)
- 구지중학교 (창리)
- 대구소프트웨어마이스터고등학교 (창리)

### 금융 기관
- 구지농업협동조합
- 구지새마을금고

### 주거
| 단지명                                 | 건설사                                    | 시행사           | 주소                            | 입주        | 비고 |
| -------------------------------------- | ----------------------------------------- | ---------------- | ------------------------------- | ----------- | ---- |
| 대구국가산단 줌파크                    | ㈜대창기업                                | ㈜대한토지신탁   | 국가산단대로64길 63 (응암리)    | 2020년 7월  |      |
| 대구국가산단 영무예다음                | 영무산업개발㈜                            | 영무건설㈜       | 국가산단서로84길 118 (창리)     | 2020년 12월 |      |
| 대구국가산단 디에트르 더 센트럴        | 대방건설                                  | ㈜디비건설       | 국가산단대로70길 17 (창리)      | 2021년 7월  |      |
| 대구국가산단 모아미래도 에듀퍼스트     | ㈜미래도건설 ㈜모아종합건설               | ㈜미래도건설     | 국가산단대로70길 42 (창리)      | 2021년 8월  |      |
| 대구국가산단 반도유보라 아이비파크     | 반도건설                                  | ㈜성림개발산업   | 과학마을로3길 14 (응암리)       | 2017년 2월  |      |
| 대구국가산단 반도유보라 아이비파크 2.0 | 반도건설                                  | ㈜반도씨앤에스   | 국가산단북로60길 59 (응암리)    | 2020년 7월  |      |
| 대구국가산단 반도유보라 아이비파크 3.0 | 반도건설                                  | ㈜대창개발       | 국가산단북로34길 10 (화산리)    | 2020년 12월 |      |
| 달성 화성파크드림                      | 동양종합건설㈜ ㈜서한 화성산업 포스코건설 | 대구도시개발공사 | 과학마을로2길 6 (응암리)        | 2011년 2월  |      |
| 달성 과학마을 청아람                   | 울트라건설㈜ 협성종합건설㈜               | 대구도시개발공사 | 구지면 과학마을로2길 6 (응암리) | 2016년 12월 |      |

## 교통
- 대구시내버스 달성3번(고봉리, 도동리)
- 대구시내버스 달성4번(창리, 달성2차산단)
- 대구시내버스 달성7번(대암리, 유산리)
- 대구시내버스 600번(창리, 달성2차산단)
- 대구시내버스 급행8번(창리, 달성2차산단)